# Benedictus Gotthelf Teubner
Benediktus Gotthelf Teubner (Großkrausnik, 16 giugno 1784 – Lipsia, 21 gennaio 1856) è stato un tipografo ed editore tedesco.

## Biografia
Fece pratica nell'arte tipografica a Dresda e a Lipsia, e qui, nel 1806, assunse la direzione della piccola tipografia Weinedel che comprò nel 1811. Questa, con la firma B. G. Teubner (o, in latino, in aedibus B. G. Teubneri, "nell'impresa di B. G. Teubner"), divenne una fra le più famose della Germania e del mondo, non solo per l'attività tipografica ma anche per quella editoriale, soprattutto nel campo della filologia.
Mentre prosperava una seconda stamperia da lui fondata a Dresda nel 1832 e ancora oggi attiva, Teubner cominciava a stampare, fra l'altro, un'imponente raccolta di classici latini e greci che raggiunse gli 80 volumi. Nel 1840, grazie al volume Geschichte der Buchdruckerkunst ("Storia dell'arte della stampa") di Karl Falkenstein, il re di Prussia Federico Guglielmo IV conferì a Teubner la Huldigungsmedaille d'oro «come riconoscimento del valore tipografico di questo scritto».
Nel 1849 diede inizio alla celeberrima Bibliotheca Scriptorum Graecorum et Romanorum Teubneriana, mentre andava pubblicando altri scritti di antichità, filologia, teologia, matematica, storia e medicina.
Morì nel 1856 , lasciando l'impresa ai due generi Christian Adolf Roßbach e Albin Ackermann, cui seguirono nipoti che avrebbero continuato, sempre con la stessa firma, la sua attività e a cura dei quali, nel 1900, appariva il monumentale Thesaurus Linguae Latinae. Nel 1952 la casa editrice si trasferì a Stoccarda e nel 2008 si fuse con la Vieweg Verlag, dando origine alla Vieweg+Teubner Verlag.